# Ocosia apia
Ocosia apia är en fiskart som beskrevs av Poss och Eschmeyer, 1975. Ocosia apia ingår i släktet Ocosia och familjen Tetrarogidae. Inga underarter finns listade i Catalogue of Life.